# Йерба Буена (остров)
Йерба Буена е остров разположен в Санфранцискския залив между градовете Сан Франциско и Окланд в щата Калифорния, САЩ. Остров Йерба Буена също се счита и за квартал на Сан Франциско.